# Karl Leimer
Karl Leimer   (Biebrich, 22 de juny de 1858 - Wiesbaden, 19 de juliol de 1944) fou un professor i pianista alemany de música.

## Vida i treball
Fill de l'escultor Peter Anton Leimer i de la seva esposa Pauline, va créixer a Biebrich i Wiesbaden, on va assistir al Gimnàs Humanista i al Realgymnasium. Des del semestre d'hivern de 1875 va estudiar a l'Escola Politècnica de Karlsruhe, on va estudiar enginyeria civil. Per instància del pianista de la cort de Württemberg Wilhelm Krüger (1820-1883) va canviar de música, i va estudiar piano amb ell de 1878 a 1882 a l' Escola de música de Stuttgart. A més, va estudiar teoria de la música amb Immanuel Faisst, i història de la música i la instrumentació amb Ludwig Stark. Després de graduar-se el 1882, Leimer va ser professor de piano al conservatori de Konigsberg, i es va convertir en el seu director l'any següent. El 1891 es va publicar el seu primer treball pedagògic sobre la interpretació de piano al Conservatori.
El 1896 Leimer es va traslladar a Hannover, i a l'octubre de 1897 va fundar allà una escola privada de música i teatre, precursora directa de l'actual Col·legi de Música i Teatre de Hannover, juntament amb altres dos cofundadors i directors: el pianista de la cort de Hanóver, Emil Evers, i el cantant de cambra Hermann Brune. Aquesta escola va tenir un gran èxit a Hannover. Des del 1912 va ser aprovat pel "Städtisches Conservatorium für Musik", però seguia sent una empresa privada. El 1918, Leimer va publicar el seu "Handbuch für den Klavierunterricht a den Unter- und Mittelstufe" (Manual d'ensenyament per a l'estudi del piano per a principiants i nivells intermedis). La seva escola va ser reconeguda per l'estat el 1926.
Va aplicar el mètode que va desenvolupar per ensenyar el piano al seu estudiant més famós, Walter Gieseking: després va publicar treballs pedagògics sobre piano tocant juntament amb Gieseking. El 1931 van co-escriure "Modernes Klavierspiel nach Leimer-Gieseking" (El camí més curt a la perfecció pianística), una obra destinada a instruir els professors de piano que es va traduir a l'anglès el 1932. El llibre va ser un èxit que Leimer va escriure un altre llibre de text, publicat a 1938: "Rhythmik, Dynamik, Pedal and and Probleme des Klavierspiels nach Leimer-Gieseking" (Rítmica, dinàmica, pedal i altres problemes de la interpretació de piano, de Leimer-Gieseking). Després d'una llarga disputa amb els hereus del seu soci de negocis mort, Leimer va renunciar a la direcció del conservatori el 1934, i va ser succeït per Walter Höhn. Tot i això, va seguir sent el director de l'empresa matriu.
Karl Leimer era el besoncle del pianista, compositor i pedagog del piano Kurt Leimer.

## Influència
El mètode de formació de piano que va desenvolupar juntament amb Gieseking han tingut una influència duradora en el món del piano: els seus llibres de text han funcionat en moltes edicions i s'han traduït a molts idiomes.